# 로렌
로렌(프랑스어: Lorraine, 독일어: Lothringen 로트링겐[*])은 프랑스 동부에 위치한 역사문화적 지역이자, 그랑테스트 지방의 레지옹이다. 북쪽으로는 벨기에, 룩셈부르크, 독일과 국경을 접하며 동쪽으로는 알자스, 남쪽으로는 프랑슈콩테(현재의 부르고뉴프랑슈콩테), 서쪽으로는 샹파뉴아르덴과 접한다 4개 주(모젤, 뫼르테모젤, 뫼즈주, 보주)를 관할한다. 로렌이라는 이름은 로타링기아의 로타르 2세에서 유래하였으며, 로렌 사람은 로랭(Lorrains)이라고 불린다. 
주요 도시는 메스와 낭시이다. 

## 역사
로렌은 카롤링거 왕조의 로타르 1세의 왕국으로 탄생했으며, 동생들에게 서프랑크 왕국(프랑스)와 동프랑크 왕국을 분할하고 남은 로타르 왕국의 중심지였다. 로타르 왕국이 사라진 뒤 로렌은 다시 분할되었다가, 결국 신성로마제국의 로렌 공국이 되었다. 로렌 공국은 신성로마제국의 중요한 일부였으나 프랑스의 문화적 영향에서 벗어날 수 없었다. (오일어군와 게르만어파의 경계가 로렌을 가르고 있었다.)
이후 프랑스가 천천히 이 지역에 대한 영향을 늘려왔는데, 이는 앙리 2세의 메스, 툴, 베르됭 합병으로 시작되었다. 신성로마제국 황제 카를 4세의 결정으로 로렌은 일시적으로 폴란드의 쫓겨난 왕 Stanislas Leszczyński의 영지가 되었고, 그의 죽음과 함께 1766년 프랑스에 양도되었다.
신성로마제국 붕괴부터 1870년까지 로렌은 프랑스에 문화적으로 동화되었다. 그럼에도 독일과의 영유권 분쟁은 이어져, 1871년 프로이센-프랑스 전쟁에서 패배함으로써 로렌의 일부 지역이 독일 제국에 복속되었다. 그러나 제1차 세계 대전에서 독일 제국이 패배하면서 다시 프랑스령이 되어 오늘에 이른다.

## 같이 보기
- 로타링기아 왕국